# Standon, Staffordshire
Standon är en ort och civil parish i Storbritannien.   Den ligger i grevskapet Staffordshire och riksdelen England, i den södra delen av landet, 210 km nordväst om huvudstaden London. Standon ligger 129 meter över havet och antalet invånare är 3 429.
Terrängen runt Standon är platt. Runt Standon är det ganska tätbefolkat, med 207 invånare per kvadratkilometer. Närmaste större samhälle är Stoke-on-Trent, 11,7 km nordost om Standon. Trakten runt Standon består i huvudsak av gräsmarker.